# Hussein Abdullah
Hussein Abdullah Khudhair Lawrend (in arabo حسين لاوندي‎?; Baghdad, 24 settembre 2001) è un calciatore iracheno, attaccante dell'Al-Talaba.

## Carriera

### Club
Ha iniziato la sua carriera calcistica con il Samarra, per poi passare nel 2022 all'Al-Talaba.

### Nazionale
Ha giocato nella nazionale irachena Under-23.
Nel 2024 è stato convocato dalla nazionale olimpica irachena per partecipare ai Giochi della XXXIII Olimpiade.

## Statistiche

### Cronologia presenze e reti in nazionale
| Cronologia completa delle presenze e delle reti in nazionale ― Iraq olimpica | Cronologia completa delle presenze e delle reti in nazionale ― Iraq olimpica | Cronologia completa delle presenze e delle reti in nazionale ― Iraq olimpica | Cronologia completa delle presenze e delle reti in nazionale ― Iraq olimpica | Cronologia completa delle presenze e delle reti in nazionale ― Iraq olimpica | Cronologia completa delle presenze e delle reti in nazionale ― Iraq olimpica | Cronologia completa delle presenze e delle reti in nazionale ― Iraq olimpica | Cronologia completa delle presenze e delle reti in nazionale ― Iraq olimpica |
| Data                                                                         | Città                                                                        | In casa                                                                      | Risultato                                                                    | Ospiti                                                                       | Competizione                                                                 | Reti                                                                         | Note                                                                         |
| ---------------------------------------------------------------------------- | ---------------------------------------------------------------------------- | ---------------------------------------------------------------------------- | ---------------------------------------------------------------------------- | ---------------------------------------------------------------------------- | ---------------------------------------------------------------------------- | ---------------------------------------------------------------------------- | ---------------------------------------------------------------------------- |
| 27-7-2024                                                                    | Décines-Charpieu                                                             | Argentina olimpica                                                           | 3 – 1                                                                        | Iraq olimpica                                                                | Olimpiadi 2024 - 1º turno                                                    | -                                                                            | 87’                                                                          |
| Totale                                                                       |                                                                              | Presenze                                                                     | 1                                                                            |                                                                              | Reti                                                                         | 0                                                                            |                                                                              |